# Sandoñana
Sandoñana, también conocido como Sandoñana de Villafufre, es un pueblo perteneciente a Villafufre, la capital del municipio de Villafufre (Cantabria, cercana a la cumbre conocida por Alto del Caballar. Posee varias casas, todas juntas y muy pegadas, varias con escudos heráldicos con origen conocido desde el siglo XVI. Está situada a 1,4 km de Villafufre, la capital municipal y a 780 m s. n. m.

## Patrimonio
La Iglesia parroquial de Sandoñana es advocación de Santa Eulalia que data del siglo XVI y en 1744 se construyó la sacristía por Domingo Gutiérrez. Remodelada en 1954, cambiando su estructura original, se conservan los pilares fasciculados del arco triunfal y la puerta de ingreso bajo la espadaña. En la escultura, predominan las obras de pasta, siendo de interés el Cristo del presbiterio y algunas tallas retiradas del culto.
Hay varias casas solar de hidalgos con escudo de armas tales como la de los Güemes Bustillo, la de los Ceballos, la de los Fernández Maquilón y Ceballos de los que hubo Familiares del Santo Oficio cuyo escudo se conserva aún en una casa solar.

## Historia
En el Apeo del Infante de Antequera de 1404 aparece Sandoñana como un lugar del valle de Carriedo con: 
Regidores: Juan Cabruna, Juan de Rasillo y Domingo de Santa Maria. Behetría y Realengo:  1 solar realengo.
Posteriormente se considera a Sandoñana como un barrio del Concejo de Penilla y actualmente es un barrio del Ayuntamiento de Villafufre.